# Leporinus tigrinus
Leporinus tigrinus es una especie de pez de agua dulce del género Leporinus, de la familia Anostomidae. Se distribuye en aguas cálidas del centro-norte de Sudamérica.

## Distribución y hábitat
Este pez se distribuye en el centro-norte de América del Sur, en la cuenca del Amazonas en Brasil, estando restringida  a las cuencas de los ríos Araguaia y Tocantins. También fue registrado repetidamente en la cuenca del Plata, en la cuenca del río Paraná superior donde se postula que fue introducida (aun cuando el ejemplar tipo de la especie porta como localidad típica: "Goyaz"). La translocación de taxones nativos o la introducción de especies ícticas con fines comerciales o deportivos es habitual en el Brasil.

## Taxonomía
Esta especie fue descrita originalmente en el año 1929 por el ictiólogo
Nikolai Andreyevich Borodin.
Ejemplar tipo
El ejemplar tipo de esta especie posee como localidad típica: "Goyaz". El mismo fue colectado durante la llamada “Expedición Thayer”.
Etimología
Leporinus viene de la palabra en latín lepus o leporis que significa 'conejo', en referencia a la semejanza de sus dientes con los del lagoformo. El término específico tigrinus se relaciona a su patrón cromático, el cual está compuesto de rayas negras verticales sobre un fondo de tonos amarillos. 

### Posición sistemática y características
El género Leporinus es el más diversificado dentro de la familia Anostomidae, al contener aproximadamente 90 especies válidas. Una tesis desarrollada por el especialista Júlio César Garavello sobre dicho género estableció grupos de especies basándose principalmente en sus patrones cromáticos y en rasgos morfológicos. Uno de estos grupos se caracteriza por la presencia de barras oscuras transversales en el cuerpo. El mismo se distribuye en los estados de Amazonas y Pará en Brasil, en las Guayanas y en Venezuela. A él se integra L. tigrinus, junto con L. affinis, L. desmotes, L. fasciatus, L. jamesi, L. latofasciatus, L. octofasciatus, L. pellegrini, L. trifasciatus y L. yophorus.
Con la población de esta especie que fue introducida en la cuenca superior del río Paraná, sólo convive de su grupo L. octofasciatus, además lo hace con: L. amblyrhynchus, L. elongatus, L. friderici, L. macrocephalus y L. obtusidens.
De L. octofasciatus se distingue por tener 10 o más barras negras transversales a lo largo de los flancos (frente a un máximo de 8 en L. octofasciatus) y por el patrón cromático de fondo en tonos amarillo-brillantes, tanto en el cuerpo como en las aletas, cuando en L. octofasciatus estos tonos son rojizos. De las restantes especies del género que habitan en el alto Paraná se la diferencia por poseer el manchado oscuro de los flancos formando barras negras transversales (contra rayas o manchas redondeadas en las otras especies).  